# Премія Джорджа Полка
Премія Джорджа Полка — серія американських журналістських премій, які присуджує щорічно Long Island University, Нью-Йорк.
Нагорода була заснована в 1949 році в пам'ять про Джорджа Полка, кореспондента CBS, який був убитий в 1948 році під час фільмування громадянської війни у Греції (1946-49). 2009 року колишній редактор New York Times Джон Дарнтон був призначений куратором нагороди Джорджа Полка.
Блог Josh Marshall's blog, став першим блогом, який отримав Премію Полка у 2008 році за репортаж «US Attorney Scandal».

## Категорії
- Іноземний репортаж
- Радіо репортаж
- Фотожурналістика
- Економічний репортаж
- Бізнес репортаж
- Трудовий репортаж
- Судовий репортаж
- Національний репортаж
- Інтернет репортаж
- Газетний репортаж
- Військовий репортаж
- Репортаж освіти
- Місцевий репортаж
- Телевізійний репортаж
- Документальний фільм (запроваджено у 2014 р.)